# روي بيدرو سيلفا كوستا
روي بيدرو سيلفا كوستا (20 فبراير 1996 بفيلا نوا د فاماليساو في البرتغال - ) هو لاعب كرة قدم برتغالي في مركز الهجوم. لعب مع نادي بورتو.

## وصلات خارجية
- روي بيدرو سيلفا كوستا على موقع قاعدة بيانات كرة القدم.إي يو (الإنجليزية)
- روي بيدرو سيلفا كوستا على موقع Soccerway.com (الإنجليزية)